# Ohnesorge-Zahl
Die Ohnesorge-Zahl (nach Wolfgang von Ohnesorge, der sie 1935 in seiner Dissertation einführte; Formelzeichen: {\displaystyle {\mathit {Oh}}}) ist eine dimensionslose Kennzahl der Physik. Sie beschreibt den Einfluss der Zähigkeit auf die Deformation von Tropfen und Blasen:
{\displaystyle {\mathit {Oh}}={\frac {\text{Reibungskraft}}{\sqrt {{\text{Trägheitskraft}}\cdot {\text{Oberflächenkraft}}}}}={\frac {\eta }{\sqrt {L\cdot \rho \cdot \sigma }}}={\frac {\sqrt {\mathit {We}}}{\mathit {Re}}}={\frac {1}{\sqrt {\mathit {Su}}}}}
mit
- {\displaystyle \eta } dynamische Viskosität (in SI-Einheiten Pa{\displaystyle \cdot }s)  (bewirkt Reibungskraft)
- {\displaystyle L} charakteristische Länge (bspw. Blasendurchmesser) (in SI-Einheiten m)
- {\displaystyle \sigma } Oberflächenspannung (in SI-Einheiten N/m)
- {\displaystyle \rho } Dichte der Flüssigkeit des Tropfens (in SI-Einheiten kg/m3)
- {\displaystyle {\mathit {We}}} Weber-Zahl (erfasst die beiden wichtigsten Kräfte, die auf einen fallenden Tropfen wirken: Trägheits- und Oberflächenkraft)
- {\displaystyle {\mathit {Re}}} Reynolds-Zahl
- {\displaystyle {\mathit {Su}}} Suratman-Zahl.

Grundsätzlich wirken auf einen fallenden Tropfen sechs Kräfte:
- Trägheit der Flüssigkeit und des Gases
- Zähigkeit der Flüssigkeit und des Gases
- Schwerkraft und Oberflächenkraft der Flüssigkeit.

Bedeutung hat das Verhältnis von Ohnesorge-Zahl zu Reynolds-Zahl bei der Charakterisierung der Fluidzerstäubung, einem Fachgebiet der Verfahrenstechnik. Dafür wird im doppellogarithmischen Ohnesorge-Diagramm die Ohnesorge-Zahl über der Reynolds-Zahl aufgetragen, so dass die Zustände "Zertropfen", "Zerwellen" und "Zerstäuben" unterschieden werden können (vgl. Flüssigkeitsstrahl).